# هاوزاخ
شهر هاوزاخدر ایالت بادن-وورتمبرگ در کشور آلمان واقع شده‌است.